# 下马关城址
下马关城址，位于宁夏回族自治区吴忠市同心县下马关镇南，是中华人民共和国宁夏回族自治区文物保护单位之一。
2010年12月6日，授予宁夏回族自治区文物保护单位，是一座古遗址。